# 承德府

承德府在直隶省的位置（1820年）

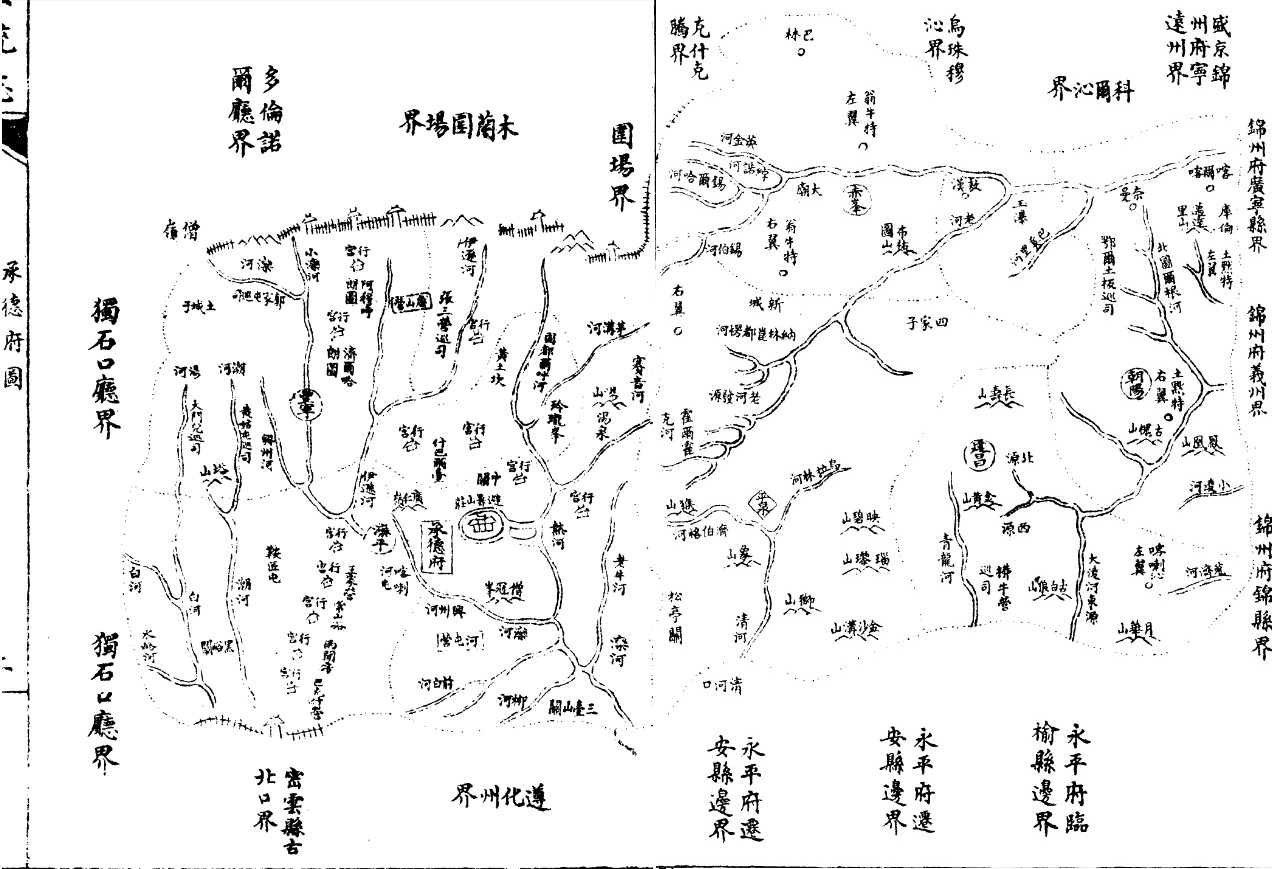
1842年完书的《大清一统志·卷四十二·承德府一》中承德府地图

承德府（转写：erdemu be aliha fu），清代設立的府，考评：衝，繁，難。隸熱河道。
明代為諾音衛（即朵颜卫）、泰寧衛。天順後，烏梁海（指兀良哈三卫）居，又併於察哈爾。順治初內屬。康熙四十二年（1703年），建避暑山莊於熱河，歲巡幸。五十二年（1713年），築城。雍正元年（1723年），置熱河廳。十一年，置承德直隸州。乾隆七年（1742年），仍為熱河廳。四十三年（1778年）為承德府。置州一，縣五：滦平县、丰宁县、平泉州、赤峰县、建昌县、朝阳县，府下不置附郭县。
嘉慶十五年（1810年），置熱河都統。並轄內蒙古東二盟十六旗，又附西勒圖庫倫喇嘛一旗。光緒初，置圍場廳。三十年，朝陽縣升朝陽府，以建昌縣隸之。圍場廳隸宣化府。三十三年（1907年），赤峰復升赤峰直隸州。宣统二年（1910）置隆化县。至清末領州一，縣三：灤平縣、豐寧縣、平泉州、隆化縣。